# هاكاتا تونكوتسو رامنز
هاكاتا تونكوتسو رامنز (باليابانية: 博多豚骨ラーメンズ، بالروماجي: Hakata Tonkotsu Rāmenzu) هي رواية يابانية من تأليف تشياكي كيساكي ورسم هاكو إيتشيرو، نشرت من قبل أسكي ميديا وركز منذ 25 فبراير عام 2014، اقتبست إلى سلسلة مانغا، ثم إلى أنمي تلفزيوني من قبل ساتلايت، عرض الأنمي في 12 يناير عام 2018 واستمر عرضه حتى 30 مارس عام 2018، وتكون من 12 حلقة.

## القصة
تدور أحداث القصة في مدينة فوكوكا المليئة بالجرائم، عن زينجي بانبا هو محقق خاص محب للرامن، يتعاون مع مديرة مكتب، وهاكر عبقري، وقاتل، لحل القضايا التي تحدث في المدينة.

## الشخصيات
زينجي بانبا (باليابانية: 馬場 善治، بالروماجي: Banba Zenji)
أداء صوتي: دايسكي أونو
لين شانمينغ (باليابانية:  林 憲明 Rin Shenmin)
أداء صوتي: يوكي كاجي
سايتو كازوكي (باليابانية: 斉藤 和樹، بالروماجي: Saitō Kazuki)
أداء صوتي: يوسكي كوباياشي
إينوكيدا (باليابانية: 榎田، بالروماجي: Enokida)
أداء صوتي: كينشو أونو
جيرو (باليابانية: ジロー، بالروماجي: Jirō)
أداء صوتي: دايسكي ناميكاوا
ميساكي (باليابانية:  ミサキ، بالروماجي: Misaki)
أداء صوتي: آوي يوكي
خوسيه مارتينيز (باليابانية: ホセ・マルティネス، بالروماجي: Hose Marutinesu)
أداء صوتي: تومواكي ماينو
ياماتو (باليابانية: 大和، بالروماجي: Yamato)
أداء صوتي: يوشيتسوغو ماتسوؤكا
سايكي (باليابانية: 佐伯، بالروماجي: Saeki)
أداء صوتي: دايسكي هيراكاوا
شيغيماتسو (باليابانية: 重松، بالروماجي: Shigematsu)
أداء صوتي: كينجي هامادا

## وصلات خارجية
- الموقع الرسمي (باليابانية)
- هاكاتا تونكوتسو رامنز على موقع ANN manga (الإنجليزية)